# Aeropuerto Internacional General Pedro José Méndez
El Aeropuerto Internacional General Pedro José Méndez o Aeropuerto Internacional de Ciudad Victoria (Código IATA: CVM - Código OACI: MMCV - Código DGAC: CVM), es un aeropuerto internacional localizado a 18.5 kilómetros de Ciudad Victoria en Tamaulipas, México. Es operado por Olmeca-Maya-Mexica, una corporación del gobierno federal.

## Información
El Aeropuerto fue incorporado a la Red ASA en 1965, cuenta con 388 hectáreas aproximadamente y su plataforma para la aviación comercial es de 1.62 hectáreas; además tiene tres posiciones en la plataforma de aviación comercial y una pista de 2.2 kilómetros de longitud, apta para recibir aviones tipo Boeing 737 y Airbus A320.
Posee estacionamiento propio, con capacidad de 250 lugares. Además ofrece el servicio de transporte terrestre.
Para el 2021 Ciudad Victoria recibió a 15,163 pasajeros, mientras que en 2022 recibió a 15,164 pasajeros, según datos publicados por Aeropuertos y Servicios Auxiliares.
Su horario oficial de operación es de las 7:00 a las 19:00 horas.
El aeropuerto fue nombrado por Pedro José Méndez, un personaje ilustre e histórico del estado mexicano de Tamaulipas.

## Aerolíneas y destinos

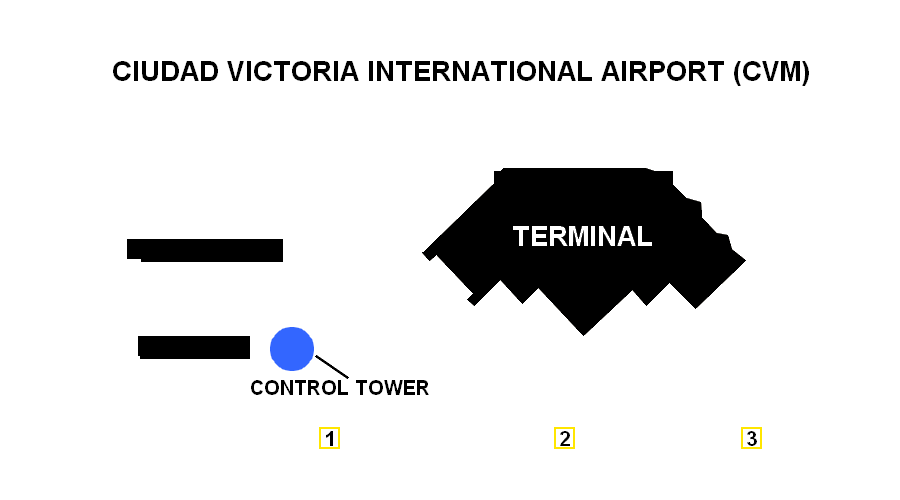
Mapa de la Terminal

### Pasajeros
| Destinos por aerolínea                                 | Destinos por aerolínea | Destinos por aerolínea | Destinos por aerolínea |
| Aerolínea                                              | Destinos               |                        |                        |
| ------------------------------------------------------ | ---------------------- | ---------------------- | ---------------------- |
| Aerus                                                  | Ciudad de México–AIFA  |                        |                        |
| Mexicana de Aviación                                   | Ciudad de México–AIFA  |                        |                        |
| Total: 1 destino (nacional), 2 aerolíneas (nacionales) |                        |                        |                        |

### Carga
| Aerolíneas    | Destinos |
| ------------- | -------- |
| Aeronaves TSM | Laredo   |

### Destinos nacionales
Se brinda servicio a 1 ciudad dentro del país a cargo de 2 aerolíneas.
| Ciudad de México (NLU) | • | • |   | 2 |
| Total                  | 1 | 1 | 0 | 1 |

## Estadísticas

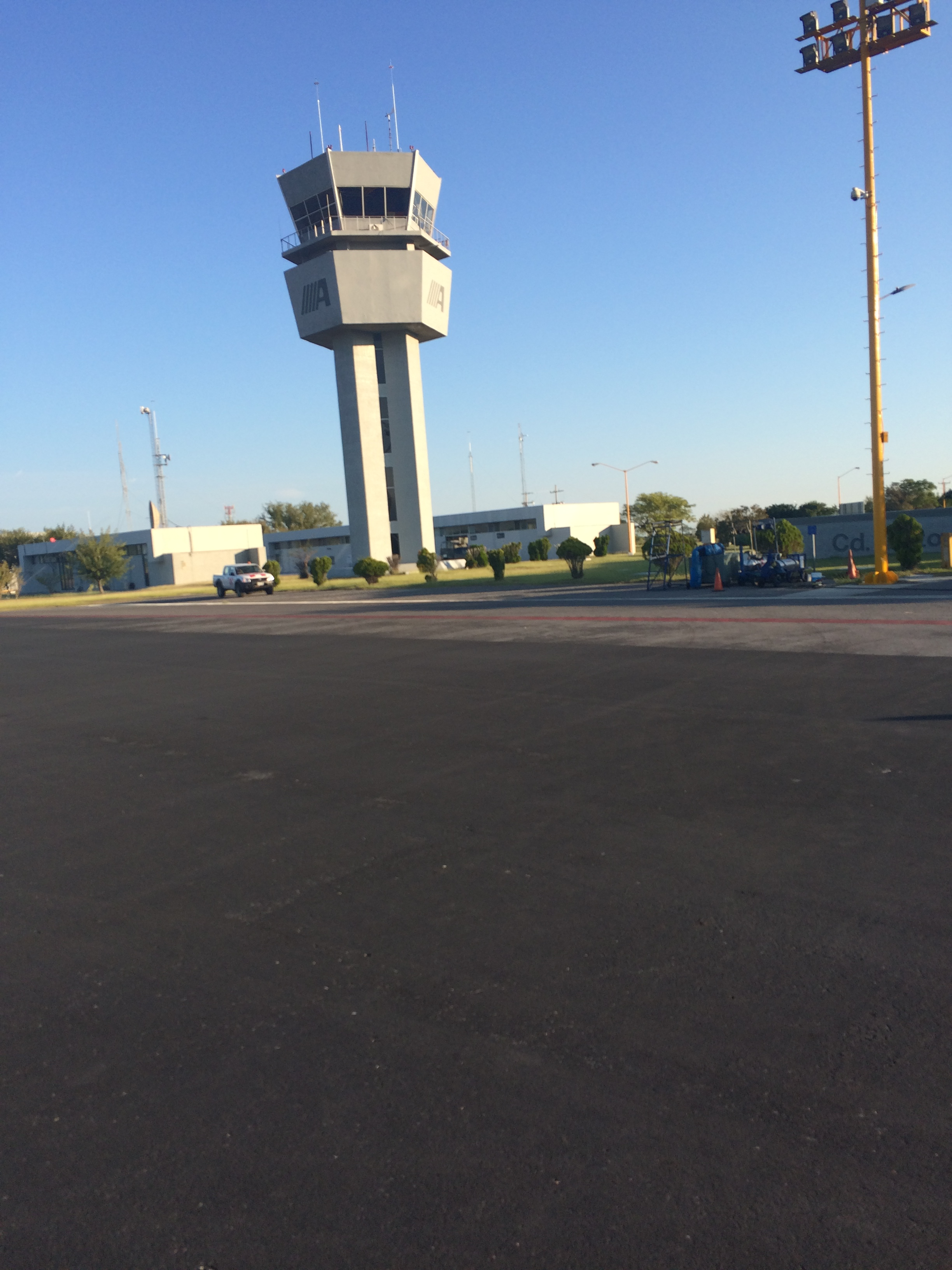
Torre de control del aeropuerto.

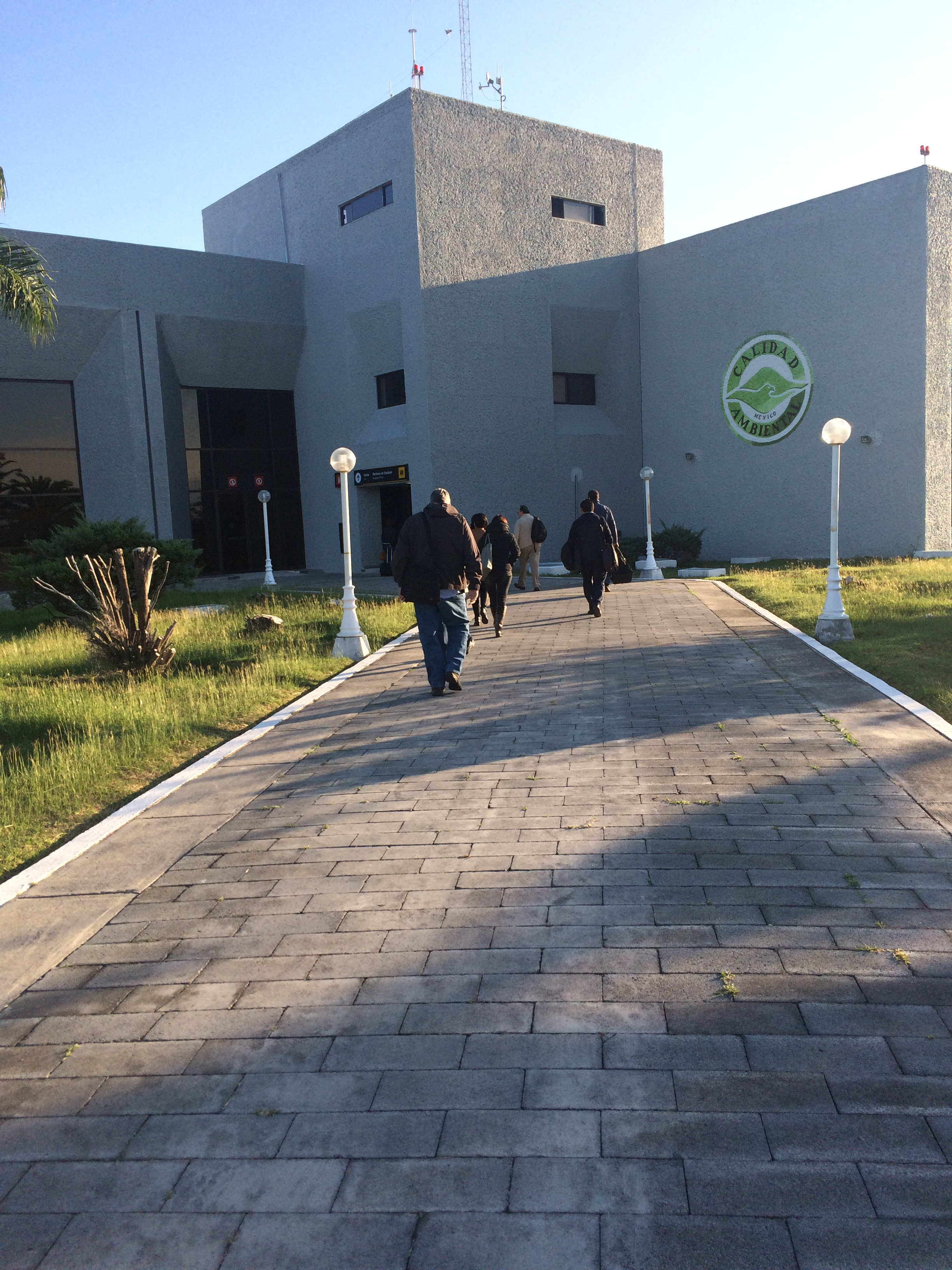
Lado aire del aeropuerto.

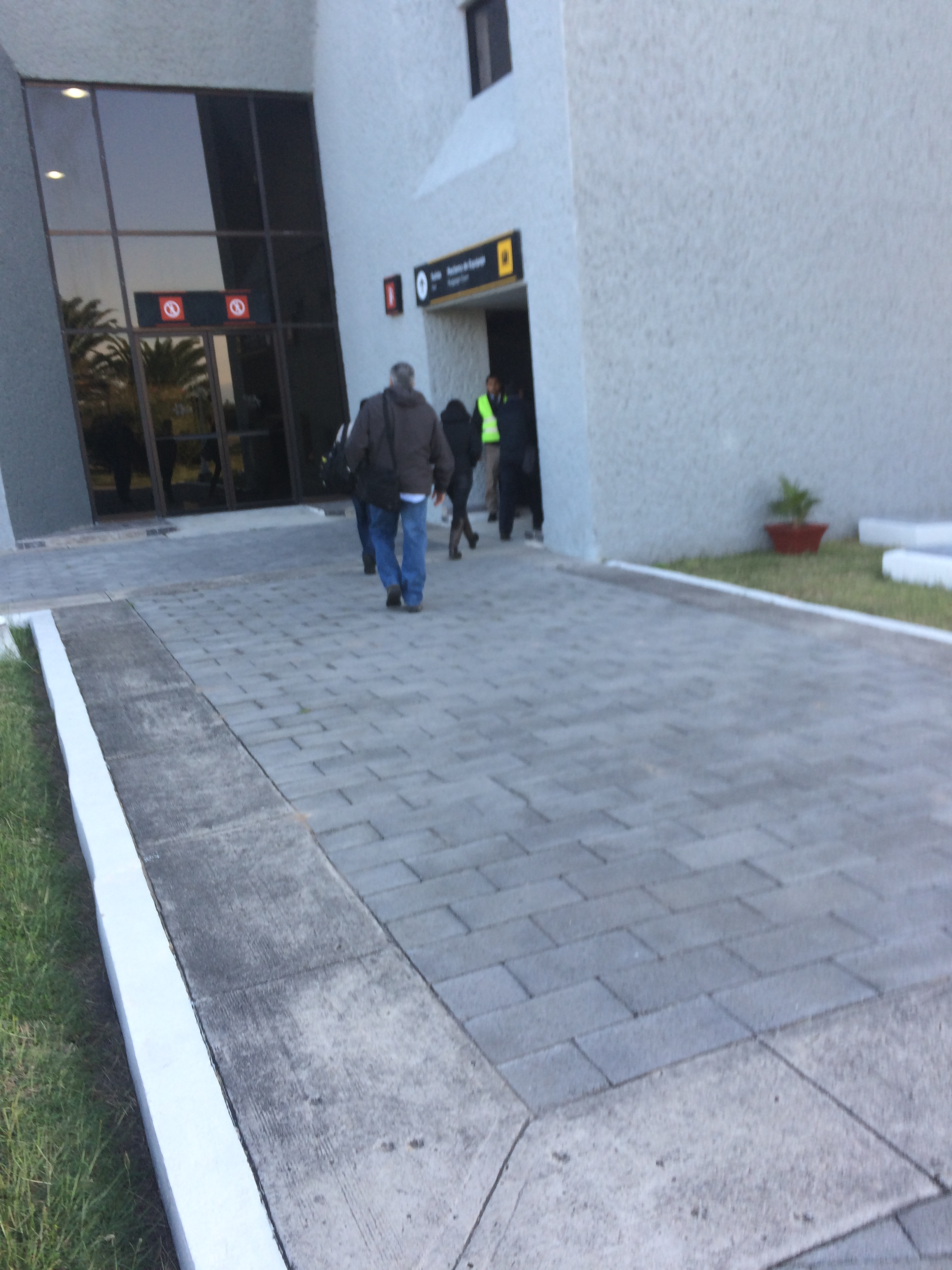
Lado aire del aeropuerto.

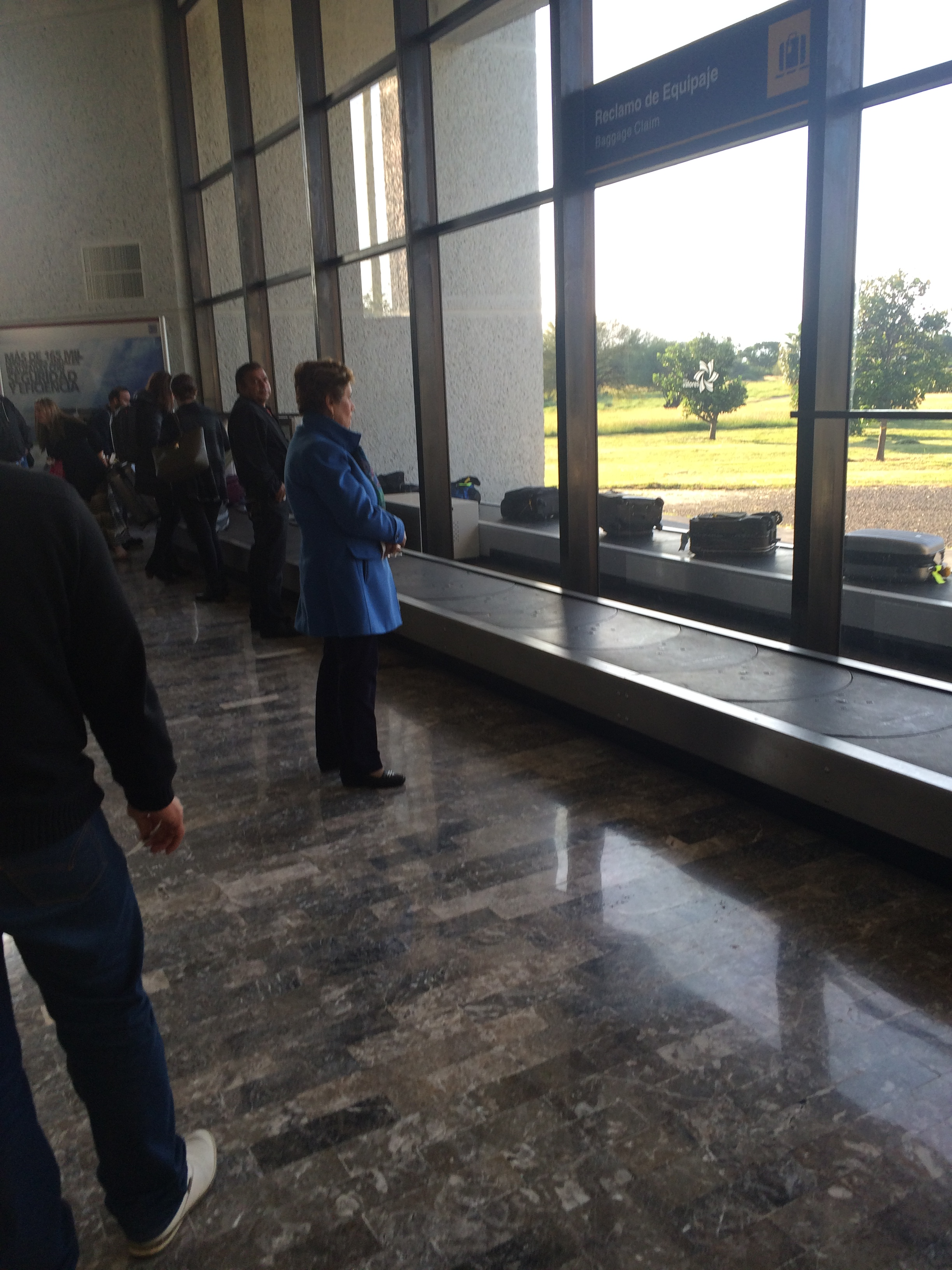
Banda de reclamo de equipaje.

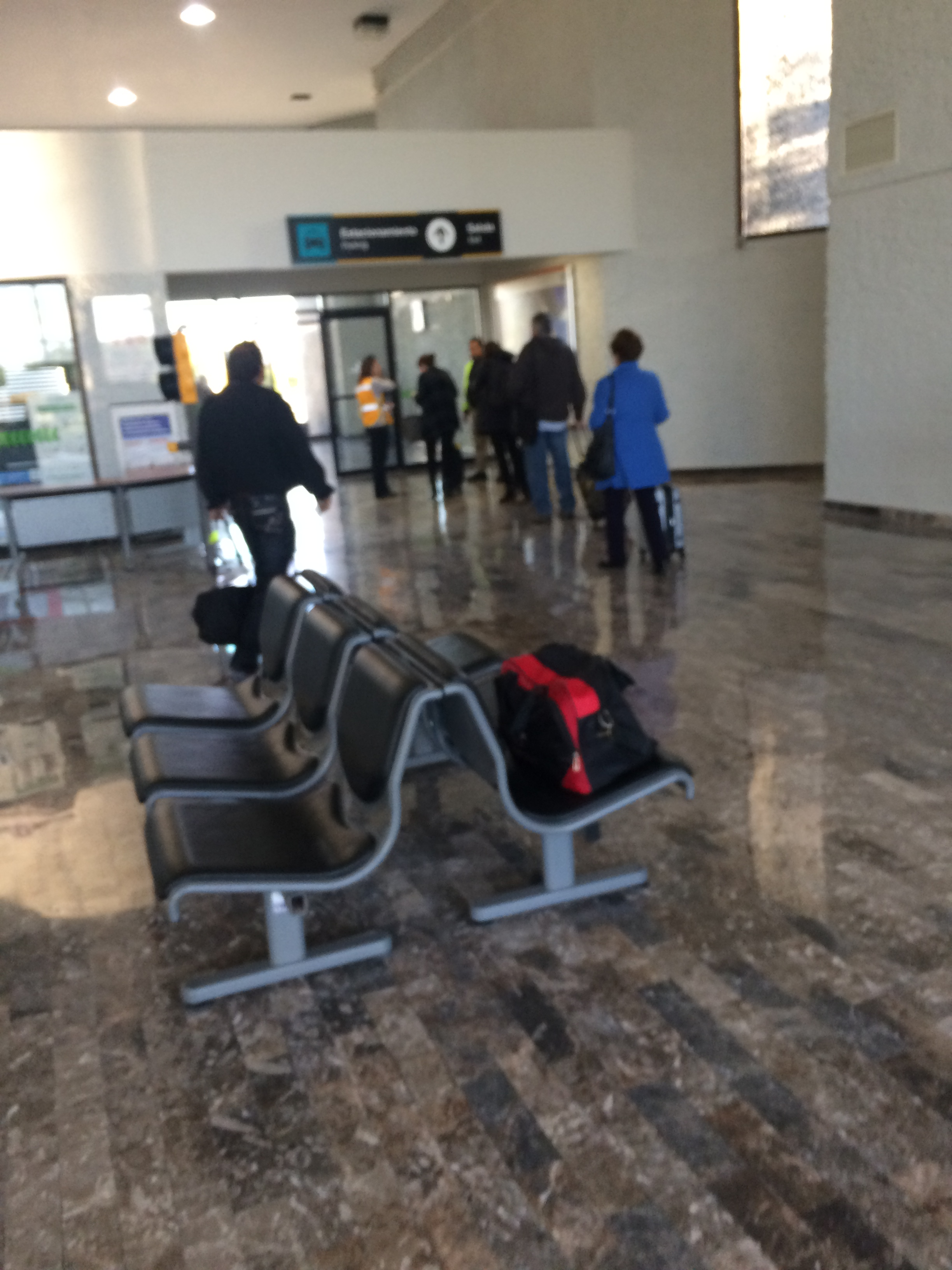
Zona de reclamo de equipaje.

### Tráfico anual
| Año  | Pasajeros Totales | cambio en % | Movimiento de carga (t) | Operaciones aéreas |
| 2006 | 43,949            | Sin cambios | 144                     | 8,211              |
| 2007 | 65,660            | 49.40%      | 169                     | 9,131              |
| 2008 | 65,058            | 0.92%       | 182                     | 9,364              |
| 2009 | 65,670            | 0.94%       | 157                     | 9,915              |
| 2010 | 65,447            | 0.34%       | 205                     | 13,341             |
| 2011 | 88,686            | 35.51%      | 209                     | 14,749             |
| 2012 | 86,072            | 2.95%       | 299                     | 13,659             |
| 2013 | 79,765            | 7.33%       | 295                     | 11,868             |
| 2014 | 86,928            | 8.98%       | 258                     | 11,206             |
| 2015 | 75,156            | 13.54%      | 277                     | 9,740              |
| 2016 | 82,248            | 9.44%       | 272                     | 9,365              |
| 2017 | 63,144            | 23.23%      | 217                     | 7,492              |
| 2018 | 59,696            | 5.5%        | 173                     | 6,931              |
| 2019 | 50,557            | 15.31%      | 96                      | 6,081              |
| 2020 | 15,088            | 70.16%      | 31                      | 4,113              |
| 2021 | 15,163            | 0.50%       | 34                      | 4,343              |
| 2022 | 15,164            | 0.01%       | 30                      | 3,742              |
| 2023 | 29,327            |             | 0                       | 3,557              |
| 2024 | 18,799            |             | 5                       | 3,094              |
| ---- | ----------------- | ----------- | ----------------------- | ------------------ |

## Accidentes e incidentes
- El 26 de octubre de 2001 una aeronave Learjet 25B con matrícula N715MH operada por American Jet International que realizaba un vuelo como ambulancia aérea entre el Aeropuerto de Matamoros y el Aeropuerto de Ciudad Victoria sufrió un colapso en los dos trenes de aterrizaje principales tras tocar tierra en su aeropuerto de destino, causando daño irreparable en la aeronave. los 2 pilotos y los otros 4 ocupantes sobrevivieron.[4]

- El 5 de febrero de 2009 una aeronave Learjet 35A con matrícula XB-RYT operada por Rajet Aeroservicios que realizaba un vuelo entre el Aeropuerto de Saltillo y el Aeropuerto de Ciudad Victoria perdió el control tras tocar tierra en la pista de aterrizaje del aeropuerto de destino, cuasando un colapso en el tren de aterrizaje. Los 2 pilotos sobrevivieron.[5]

- El 1 de agosto de 2019 una aeronave Cessna 205C con matrícula XB-PEW que operaba un vuelo privado entre el Aeropuerto de Monterrey y el Aeropuerto de Ciudad Victoria tuvo un desperfecto con la bomba de combustible, causando su desplome cerca del relleno sanitario de Ciudad Victoria mientras realizaba la aproximación a su destino. El piloto sobrevivió.[6][7][8]

## Aeropuertos cercanos
Los aeropuertos más cercanos son:
- Aeropuerto Internacional de Tampico (193km)
- Aeropuerto Internacional de Monterrey (255km)
- Aeropuerto Internacional General Lucio Blanco (266km)
- Aeropuerto Internacional de San Luis Potosí (268km)
- Aeropuerto Internacional General Servando Canales  (271km)